# Bernadotte
Bernadotte je původem francouzský šlechtický rod, který roku 1818 zasedl společně na švédský a norský královský trůn. Zakladatel jeho švédské panovnické linie, Karel XIV. se narodil v Pau v jižní Francii jako Jean Baptiste Bernadotte. V Norsku byl roce 1905 sesazen a došlo k ukončení unie obou zemí. Ve Švédsku rod panuje dodnes. 
Princezny z této dynastie se provdaly do dalších evropských panovnických rodin, zejména té dánské. Několik mužských členů rodu se vzdalo své pozice v královské rodině a následnictví trůnu proto aby mohli uzavřít nerovnorodý sňatek. Kromě švédské větve žijí ve Francii také potomci strýců Jeana Baptisty Bernadotteho.

## Historie

### Cesta na švédský a norský trůn

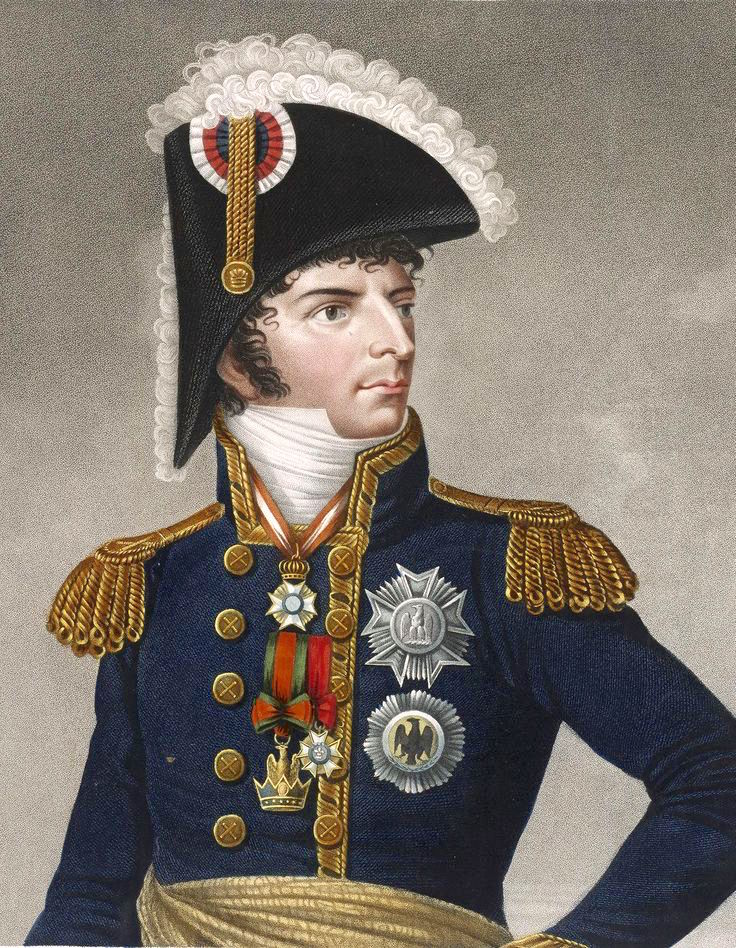
Portrét maršála Bernadotteho

Švédsko pod vládou Gustava IV. Adolfa z dynastie Holštýnsko-Gottorpské prohrálo v roce 1809 válku s Ruskem a ztratilo území Finska. To společně s nespokojeností s jeho vládou vedlo ke státnímu převratu, který Gustava i jeho syna sesadil z trůnu. Na trůn byl dosazen Gustavův bezdětný strýc Karel XIII. Ten schválil nově vypracovaný ústavní zákon, který omezil pravomoce krále. Kvůli absenci dědice nejdříve stárnoucí král se souhlasem parlamentu adoptoval jako následníka prince Karla Kristiána Augusta z augustenburské větve Oldenburské dynastie. Ten ale náhle zemřel 28. května 1810, na mrtvici během vojenského cvičení, jen několik měsíců poté co se usadil ve Švédsku.
Zdraví krále se stále zhoršovalo a bylo nutné najít dalšího dědice. Proto se rozhodlo, najít kandidáta ve spojenecké Francii a její císařské rodině. Prvním kandidátem byl Napoleonův nevlastní syn Evžen de Beauharnais, který ale odmítl přestoupit na luteránskou vírů. Žádný z Napoleonových bratrů o švédský trůn také neprojevil zájem. Na návrh švédského barona Carla Otty Mörnera byl navržen Jean-Baptiste Bernadotte, maršál Francouzské císařské armády. Díky politické situaci v Evropě a přímluvám císaře Napoleona nakonec získal pozici korunního prince právě Bernadotte. A tak byl 21. srpna 1810 Bernadotte zvolen parlamentem dědicem švédského trůnu a velitelem vojska. Krátce po svém příjezdu se fakticky stal regentem a převzal vládu místo nemocného krále. 
V roce 1814 pod jeho vedením podniklo Švédsko krátkou válku proti sousednímu Norsku, která právě vyhlásilo nezávislost na Dánsku. Smlouvou z Kielu pak dánský král musel odstoupit na něm už fakticky nezávislé Norsko Švédsku. V nelítostných jednáních se Švédy v Mossu se nakonec názory sjednotily v tom, že budou oba státy, Švédsko i Norsko, sjednoceny pod jednou korunou - avšak oba budou mít vlastní zákonodárství a parlament. Švédský král byl přijat za norského krále a Bernadotte jako jeho dědic byl uznán za norského korunního prince.

### Osoba Jeana Baptiste Bernadotteho

Erb Jeana-Baptiste Bernadotte

Jean-Baptiste Jules Bernadotte se narodil 26. ledna 1763 v Pau jako poslední z pěti dětí právníka Henriho Bernadotta a Jeanne de Saint-Jean. Původně sloužil v královské armádě, ale po revoluci 1789 se stal členem armády nové Francie. Roku 1794 byl jmenován generálem. Při tažení do Itálie vybojoval několik významných vítězství. Roku 1799 (červen-září) byl francouzským ministrem války. Z té doby pochází první velký konflikt s Napoleonem, který svévolně opustil francouzskou armádu v Egyptě a tajně se vrátil do Francie. Bernadotte jej dle vojenských pravidel za dezerci mohl nechat popravit.
Bernadotte oponoval Napoleonovi. Tento negativní vztah měl dle některých pramenů kořeny ve skutečnosti, že Bernadottova manželka Désirée Claryová, dcera obchodníka s hedvábím z Marseille, byla dříve (v letech 1794-1796) s Napoleonem zasnoubena (její sestra Julie se vdala za Napoleonova bratra Josefa).
Bernadotte, jakobínský revolucionář (který prý na hrudi nesl tetování „Smrt králům“), se ironií osudu stal později švédským králem. Po celý život nenapodobitelně kombinoval politickou fantazii se státnickým rozumem. Krátce před svou smrtí prohlásil: „Nikdo neudělal takovou kariéru jako já“.

### Rozpad švédsko-norské unie
V roce 1814 bylo Norsko panovnicky připojeno ke Švédsku. Vznikla tak reálná unie Švédska s Norskem ve které mělo Švédsko přirozeně silnější postavení. Králové Švédska tak byli i králi Norska. Pro zvyšující se rozpory za vlády Oskara II. nakonec unie v roce 1905 dospěla ke svému konci. Norové navrhli, aby se novým králem stal některý z královských princů, např. jeho třetí syn Karel (druhý následník v pořadí). Tuto možnost, ale král Oskar II. z osobních důvodů zamítl a tak se nakonec norským králem stal princ Karel Dánský (pod jménem Haakon VII.), vnuk Karla XV.
Syn a nástupce Oskara II., pozdější král Gustav V. se v roce 1881 oženil s princeznou Viktorií Bádenskou. Ta byla pravnučkou sesazeného švédského krále Gustava IV. Adolfa, jehož byla legitimní dědičkou. Po její smrti v roce 1930 se její nejstarší syn a následník trůnu stal dědicem obou nároků a v roce 1950 usedl na švédský trůn jako Gustav VI. Adolf. 

## Rodokmen

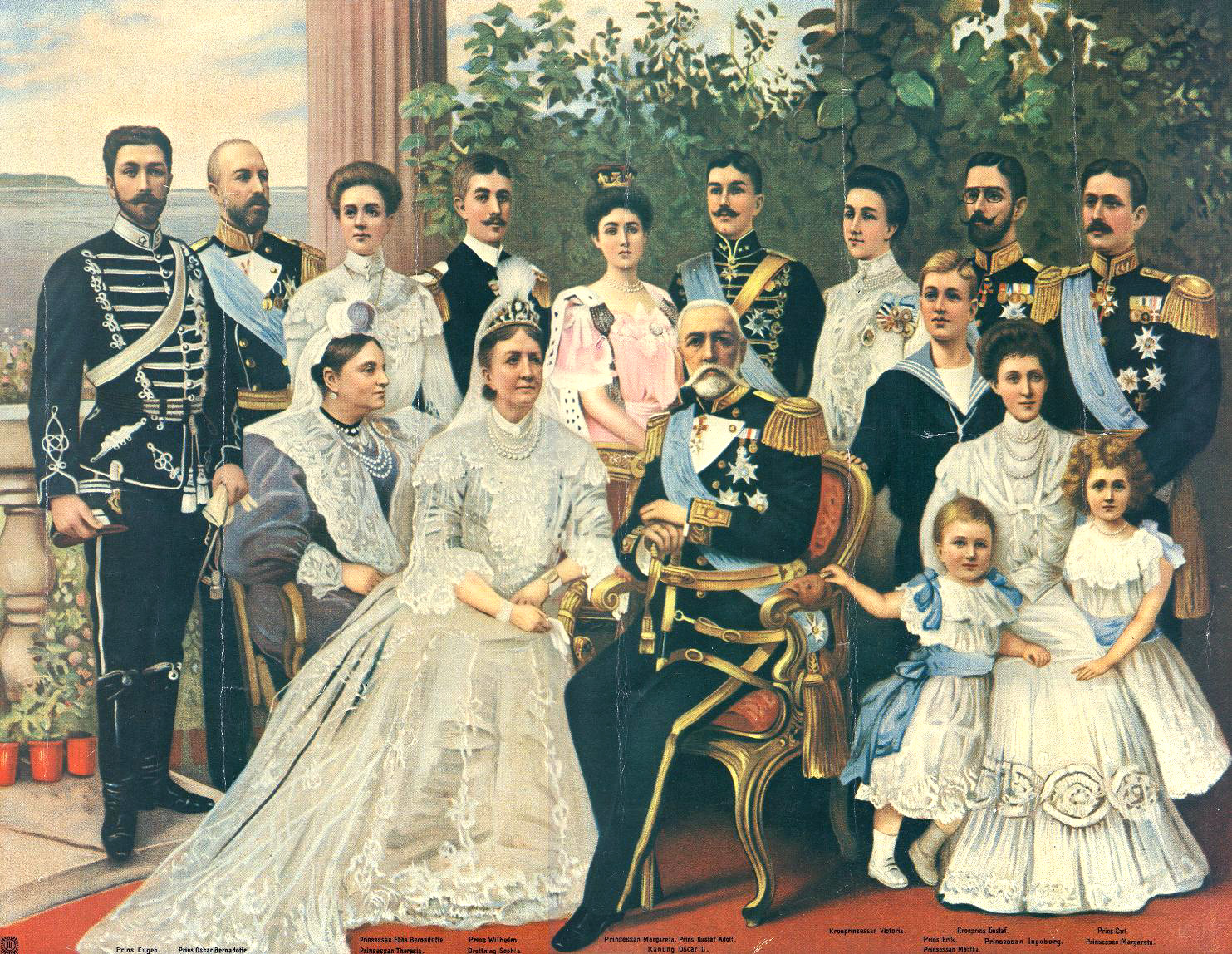
Obrázek švédské královské rodiny z roku 1905

- Jean Henri Bernadotte (1711–1780) ∞ Jeanne de Saint-Jean (1728–1809)
  -  Karel XIV. Jan (1763–1844) ∞ Désirée Clary (1777–1860)
    -  Oskar I. (1799–1859) ∞ Joséphine de Beauharnais (1807–1876)
      -  Karel XV. (1826–1872) ∞ Luisa Oranžsko-Nasavská (1828–1871)
        - princezna Luisa (1851–1926) ∞ král Frederik VIII. Dánský (1843–1912)
        -  princ Karel Oskar (1852–1854)

      - princ Gustav (1827–1852)
      -  Oskar II. (1829–1907) ∞ Žofie Nasavská (1836–1913)
        -  Gustav V. (1858–1950) ∞ Viktorie Bádenská (1862–1930)
          -  Gustav VI. Adolf (1882–1973) ∞ 1.m Markéta z Connaughtu (1882–1920), ∞ 2.m Luisa Mountbattenová (1889–1965)
            - princ Gustav Adolf (1906–1947) ∞ Sibyla Sasko-Kobursko-Gothajská (1908–1972)
              - princezna Margaretha (* 1934) ⚭ John Ambler (1924–2008)
              - princezna Birgitta (1937–2024) ∞ Johann Georg Hohenzollernský (1932–2016)
              - princezna Désirée (* 1938) ⚭ baron Nils-August Otto Carl Niclas Silfverschiöld (1934–2017)
              - princezna Christina (* 1943) ⚭ Tord Magnuson (* 1941)
              -  Karel XVI. Gustav (* 1946) ∞ Silvia Sommerlath (*1943)
                - Korunní princezna Viktorie, vévodkyně z Västergötlandu (* 1977) ∞ Daniel Westling (* 1973)
                - princ Karl Filip, vévoda z Värmlandu (* 1979) ∞ Sofia Hellqvist (* 1984)
                  - princ Alexandr, vévoda z Södermanlandu (* 2016)
                  - princ Gabriel, vévoda z Dalarny (* 2017)
                  - princ Julian, vévoda z Hallandu (* 2021)
                  -  princezna Ines, vévodkyně z Västerbottenu (* 2025)

                -  princezna Madeleine, vévodkyně z Hälsinglandu a Gästriklandu (* 1982) ∞ Christopher O'Neill (*1974)

            - princ Sigvard (1907–2002) ∞ 1.m Erica Maria Patzek (1911–2007), 2.m ∞ Sonja Christensen Robbert (1909–2004), 3.m ∞  Marianne Tchang (* 1924)
              -  hrabě Michael Sigvard Bernadotte z Wisborgu (* 1944)

            - princezna Ingrid (1910–2000) ∞ král Frederik IX. Dánský (1899–1972)
            - princ Bertil (1912–1997) ∞ Liliana Davies (1915–2013)
            -  princ Karel Jan (1916–2012) ∞ Elin Kerstin Margaretha Wijkmark (1910–1987), morganatický svazek

          - princ Vilém Švédský (1884–1965) ∞ Marie Pavlovna Ruská (1890–1958)
            -  princ Lennart Bernadotte (1909–2004)

          -  princ Erik Švédský (1889–1918)

        - princ Oskar (1859–1953) ∞ Ebba Fulkila (1858–1946), morganatický svazek
          - hraběnka Maria Sophie Henrietta Bernadotte z Wisborgu (1889–1974)
          - hrabě Carl Oscar Bernadotte z Wisborgu (1890–1977)
          - baronka Ebba Sofia Fleetwood (1892–1936)
          - Elsa Victoria Cedergren (1893–1996)
          -  hrabě Folke Bernadotte z Wisborgu (1895–1948)

        - princ Karel (1861–1951) ∞ Ingeborg Dánská (1878–1958)
          - princezna Markéta (1899–1977) ∞ Axel Dánský (1888–1964)
          - princezna Marta (1901–1954) ∞ král Olaf V. Norský (1903–1991)
          - princezna Astrid (1905–1935) ∞ král Leopold III. Belgický (1901–1983)
          -  princ Karel (1911–2003)

        -  princ Evžen (1865–1947)

      - princezna Evženie (1830–1889)
      -  princ August (1831–1873) ∞ Tereza Sasko-Altenburská (1836–1914)

## Králové z rodu Bernadotte

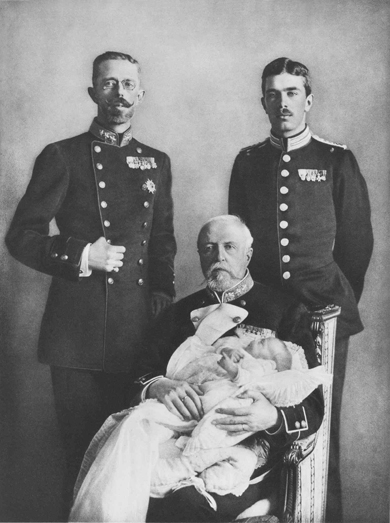
Králové Oskar II., Gustav V., Gustav VI. a princ Gustav Adolf

### Králové Švédska a Norska
- 1818 – 1844 : Karel XIV. Jan
- 1844 – 1859 : Oskar I.
- 1859 – 1872 : Karel XV.
- 1872 – 1905 : Oskar II. do roku 1907 král Švédska.

### Králové Švédska
- 1872 – 1907 : Oskar II.
- 1907 – 1950 : Gustav V.
- 1950 – 1973 : Gustav VI. Adolf
- od 1973 : Karel XVI. Gustav